# Mark Blaug
Mark Blaug, né le 3 avril 1927 à La Haye (Pays-Bas) et mort le 18 novembre 2011 à Dartmouth (Angleterre), est un économiste anglais spécialiste de l'histoire de la pensée et la méthodologie économique. Il a été consultant de plusieurs organisations internationales, publiques et privées, dont l'Unesco, l'OCDE, la Banque mondiale et la Fondation Ford. Il fut ensuite élu membre de la British Academy et professeur invité à l'université Érasme de Rotterdam.

## Biographie
Mark Blaug nait le 3 avril 1927 à La Haye aux Pays-Bas. Sa famille s'exile au Royaume-Uni en 1940, au commencement de la Seconde Guerre mondiale, puis déménage aux États-Unis d'Amérique en 1942. Il enseigne au Queen's College de l'Université de la Ville de New York de 1951 à 1952, et obtient sa maîtrise de l'université Columbia. Il enseigne de 1954 à 1962 à l'université Yale, et obtient son doctorat d'économie de Columbia en 1955. Il enseigne ensuite à l'Institut d'éducation de l'université de Londres de 1963 à 1984, et à la London School of Economics de 1964 à 1978.
Mark Blaug acquiert la nationalité britannique en 1982, et est nommé professeur consultant à l'université de Buckingham de 1984 à 1992. Pendant cette période, il est nommé distinguished fellow de la History of Economics Society en 1988, et élu à la British Academy en 1989. En 2000, Mark Blaug est nommé professeur invité à l'université Érasme de Rotterdam aux Pays-Bas. Il est par ailleurs directeur de publication des collections School of Thought in Economics, The International Library of Critical Writings in Economics et Pioneers in Economics de la maison d'édition Edward Elgar.

### En anglais
- (en) Ricardian Economics. A Historical Study, Yale University Press, 1958
- (en) Economic Theory in Retrospect, Richard D. Irwin, 1962
- Economics of Education : A Selected Annotated Bibliography, Pergamon Press, 1967
- Economics of Education : Selected Readings, Penguin Books, 1968-1970
- An Introduction to the Economics of Education, Allen Lane, 1970
- The Cambridge Revolution : Success or Failure? Critical Analysis of Cambridge Theories of Value and Distribution, Institute of Economic Affairs, 1974
- The Economics of the Arts, Martin Robertson, 1976
- The Methodology of Economics : or, How Economics Explain, Cambridge University Press, 1980
- A Methodological Appraisal of Marxian Economics, North-Holland, 1982
- Who's Who in Economics : a Biographical Dictionary of Major Economics, 1700-1981, Harvester Press, 1983
- Great Economics Since Keynes : an Introduction to the Lives & Works of One Hundred Great Economics of the Past, Harvester Press, 1986
- Economic History and the History of Economics, Harvester Press, 1986
- The Economics of Education and the Education of an Economist, New York University Press, 1987
- John Meynard Keynes. Life, Ideas, Legacy, Macmillan, 1990
- Economic Theories, True or False?, Edward Elgar, 1990
- Appraising Economic Theories : Studies in the Methodology of Scientific Research Programmes, Edward Elgar, 1991
- Economics, Culture and Education : Essays in Honour of Mark Blaug, Edward Elgar, 1991
- The Quantity Theory of Money : from Locke to Keynes and Friedman, Edward Elgar, 1996
- Not Only an Economist : Recent Essays, Edward Elgar, 1997

### En français
- Mark Blaug (trad. de l'anglais par Alain Alcouffe et Christiane Alcouffe), La pensée économique : origine et développement [« Economic Theory in Retrospect »], Paris, Economica, 1999, 5e éd., 950 p. (ISBN 2-7178-3656-X)
- Mark Blaug (trad. de l'anglais par Alain Alcouffe et Christiane Alcouffe), La méthodologie économique [« The Methodology of Economics: or, How Economics Explain »], Paris, Economica, 1994, 2e éd., 259 p. (ISBN 2-7178-2714-5)

## Articles
- Gilles Dostaler, « Mark Blaug, analyste de la pensée économique », Alternatives économiques, no 275,‎ décembre 2008, p. 76-78
- (en) Heinz D. Kurz et Neil Salvadori, « Mark Blaug on the "Sraffian Interpretation of the surplus approach », History of Political Economy, vol. 34, no 1,‎ 2002
- Richard G. Lipsey, « Recension de The Methodology of Economics », Revue canadienne d'économique, vol. 26, no 3,‎ 1993